# Луп (мученик)
Святий Луп — християнський святий та мученик.
Святий Луп був слугою і жив у III ст. Погани хотіли його вбити за те, що він визнавав Христову віру, але Божа сила стримала їх від цього вчинку. Луп вірив у Христа, але ще не був хрещений. Коли він прийняв св. Хрещення, то добровільно віддав себе в руки гонителів. Суддя наказав мучити його різними жорстокими способами, а опісля вбити мечем.
- Пам'ять — 5 вересня

## Джерело
- Рубрика Покуття. Календар і життя святих. (дозвіл отримано 9.01.2008)